# Jižní distrikt (Izrael)
Jižní distrikt (hebrejsky מחוז הדרום‎, mechoz ha-Darom) je jeden ze šesti izraelských distriktů. Co do rozlohy je největší z nich, zároveň však je nejřídčeji osídlen. Distrikt tvoří zejména Negevská poušť a na jeho území se taktéž nachází Vádí al-Araba. Patří k němu ale i hustě osídlená jižní část izraelské pobřežní planiny a k ní přiléhající pás intenzivně využívané zemědělské krajiny. Ke konci roku 2014 zde žilo 1 192 300 obyvatel, z nichž 959 500 (80,5 %) jsou Židé a „ostatní“ a 232 800 (19,5 %) jsou Arabové.
Hlavním městem distriktu je Beer Ševa, zatímco největším městem je Ašdod.

## Administrativní dělení
| Subdistrikt | Města                                                          | Místní rady | Oblastní rady                                                                                                |
| ----------- | -------------------------------------------------------------- | --- | --- |
| Aškelon     | - Ašdod - Aškelon - Kirjat Gat - Kirjat Mal'achi - Sderot      | | - Be'er Tuvja - Chof Aškelon - Jo'av - al-Kasum - Lachiš - Sdot Negev - Ša'ar ha-Negev - Neve Midbar - Šafir |
| Beer Ševa   | - Arad - Beer Ševa - Dimona - Ejlat - Netivot - Ofakim - Rahat | - Ar'ara ba-Negev - Chura - Jerucham - Kesejfa - Lakija - Lehavim - Mejtar - Micpe Ramon - Omer - Segev Šalom - Tel Ševa | - Bnej Šim'on - Centrální Arava - Eškol - Chevel Ejlot - Merchavim - Ramat ha-Negev - Tamar                  |

## Velikost měst
| Pořadí | Název města     | Počet obyvatel (2014) | Plocha (km²) | Datum založení | Povýšení na město |
| ------ | --------------- | --------------------- | ------------ | -------------- | ----------------- |
| 1.     | Ašdod           | 218 000               | 47,242       | 1956           | 1968              |
| 2.     | Beer Ševa       | 201 100               | 117,500      | 1900           | 1950              |
| 3.     | Aškelon         | 126 800               | 47,788       | 1949           | 1951              |
| 4.     | Rahat           | 60 400                | 19,586       | 1972           | 1994              |
| 5.     | Kirjat Gat      | 50 600                | 16,302       | 1954           | 1972              |
| 6.     | Ejlat           | 48 900                | 84,789       | 1951           | 1967              |
| 7.     | Dimona          | 33 200                | 29,877       | 1955           | 1969              |
| 8.     | Netivot         | 30 300                | 5,626        | 1956           | 1988              |
| 9.     | Ofakim          | 25 300                | 10,273       | 1955           | 1995              |
| 10.    | Arad            | 24 200                | 93,140       | 1962           | 1995              |
| 11.    | Sderot          | 22 500                | 4,472        | 1953           | 1996              |
| 12.    | Kirjat Mal'achi | 21 300                | 4,632        | 1950           | 1998              |